# François Ier de La Valette-Cormusson
François Ier de La Valette-Cormusson, mort au château de Saint-Izaire le 18 mai 1585, est un prélat français du XVIe siècle, évêque de Vabres. 

## Biographie
François de La Valette-Cormusson est le fils de Guillot de La Valette-Cormusson, seigneur de Cormusson et de Boismenon, et de Jeanne de Castres. François est le frère du fameux Jean de Valette, grand maître des Hospitaliers de l'ordre de Saint-Jean de Jérusalem.
François de La Valette-Cormusson est nommé évêque de Vabres en 1561. Il est présent au concile de Trente en 1563. Sous son épiscopat, en 1568, des bandes armées calvinistes commandées par Jacques II de Crussol d'Uzès (1540-1584), duc d'Uzès, prennent la cité d'assaut, pillent le monastère et la ville, rançonnent les habitants, brûlent toutes les archives, volent les trésors et les métaux précieux, puis détruisent la cathédrale, le Palais épiscopal, et incendient la ville. François de La Valelte-Cornusson se retire au château de Saint-Izaire, où il meurt après un séjour de 17 ans.